# 박민우 (배우)
박민우(朴敏雨, 1988년 3월 22일 ~ )은 대한민국의 배우이다. 2011년 드라마 《꽃미남 라면가게》로 데뷔했다. 2018년 3월 15일 동호대교 인근에서 오토바이를 갔다가 사고를 당해 두부 손상 판정을 받고, 병원에 상태 호전되고 있다.

## 학력
- 대전송촌중학교
- 대전송촌고등학교
- 충남대학교 경제무역학과 (자퇴)[4]
- 국민대학교 연극영화과 (재학)

## 연기 활동

### 드라마
| 연도 | 방송사    | 제목                                  | 역할        | 비고          |
| ---- | --------- | ------------------------------------- | ----------- | ------------- |
| 2011 | MBC       | 마이 프린세스                         |             | 16부작        |
| 2011 | tvN       | 꽃미남 라면가게                       | 김바울      | 16부작        |
| 2012 | KBS2      | 선녀가 필요해                         | 차국민      | 100부작       |
| 2013 | tvN       | 솔로탈출 메뉴얼 PLAY GUIDE            | 박민우      |               |
| 2013 | OCN       | 더 바이러스                           | 봉선동      | 10부작        |
| 2013 | MBC       | 스캔들: 매우 충격적이고 부도덕한 사건 | 배트맨      | 27회부터 출연 |
| 2014 | JTBC      | 우리가 사랑할 수 있을까               | 최윤석      | 20부작        |
| 2014 | tvN       | 꽃할배 수사대                         | 젊은 한원빈 | 특별출연      |
| 2014 | SBS       | 모던파머                              | 강혁        | 20부작        |
| 2015 | 네이버 TV | 로맨스 블루                           | 민우        | 6부작         |
| 2015 | 네이버 TV | 연애탐정 셜록K                        | 도민우      | 10부작        |
| 2016 | MBC       | 가화만사성                            | 이강민      | 51부작        |
| 2016 | SBS       | 돌아와요 아저씨                       | 유혁        | 16부작        |

### 영화
- 《그날의 분위기》 (2016년) - 강진철 역
- 《이 사랑도 전해질까요》 (2017년)

### 뮤직 비디오
- 2010년 김윤아 - Going Home
- 2014년 케이윌 - 오늘부터 1일

## 예능
- 2012년 온스타일 《스타일로그》
- 2014년 SBS 《일요일이 좋다 - 룸메이트》